# El Eco Franciscano
El Eco Franciscano fue una revista católica en castellano, publicada en Santiago de Compostela desde el 15 de mayo de 1884 hasta 1968, de periodicidad primeramente mensual y luego quincenal. Casi llegó a los 1500 números.

## Descripción
Publicó textos en gallego de Juan Barcia Caballero, Salvador Cabeza de León, Dolores del Río Sánchez-Granados, Luciano Piñeiro, José Pose Gerpe, Manuel Posse Rodríguez, Eladio Rodríguez González y los frailes Alfonso Rey y Agustín González, entre otros
En el año 1899 la revista tradujo al gallego textos religiosos italianos y en la guerra civil española aparecieron ocasionalmente algunos textos en gallego, correspondientes a Añual, Eleuterio Luaña Fernández.
Entre los directores de la publicación destacan Plácido Ángel Rey Lemos, Samuel Eiján, Atanasio López Fernández y José Isorna.